# Jeannine Somers
Jeannine Somers is een personage uit de Vlaamse ziekenhuisserie Spoed. Dit vaste gastpersonage werd gespeeld door Monika Dumon in 2000 en door Annemarie Lemaître in 2001.

## Personage
Jeannine is al jaren de minnares van Luc Gijsbrecht, achter de rug van diens vrouw Christiane Van Breda. Hij heeft met Jeannine een buitenechtelijke dochter, Hilde. Wanneer Luc van Christiane wil scheiden, om te trouwen met Jeannine, komen ze erachter dat Hilde een relatie heeft met Tom, de zoon van Luc. Het is voor Jeannine een zware klap wanneer blijkt dat haar dochter zwanger is van Tom, en ze bovendien abortus zal moeten plegen. Als Hilde nadien zelfmoord pleegt, zit Jeannine in zak en as.
Later helpt Jeannine om Tom te laten afkicken. Ze staat er echter vaak alleen voor, en roept daarom de hulp van Tessa Certijn in. Uiteindelijk kan Jeannine samen met Tessa en Luc ervoor zorgen dat Tom weer op het rechte pad raakt.

### Vertrek
Jeannine verdwijnt uit beeld. Aan het begin van seizoen 5 wordt duidelijk dat Luc en Jeannine uit elkaar zijn.

## Familie
- Luc Gijsbrecht (ex-partner)
- Tom Gijsbrecht (ex-stiefzoon)
- † Hilde Somers (dochter met Luc)